# Tài khoản người dùng (Windows)
Tài khoản người dùng là một tập hợp thông tin cho Windows biết bạn có thể truy cập vào các tệp và thư mục nào, những thay đổi nào bạn có thể thực hiện đối với máy tính và các tùy chọn cá nhân của bạn, chẳng hạn như nền màn hình hoặc trình bảo vệ màn hình. Tài khoản người dùng cho phép bạn chia sẻ máy tính với nhiều người trong khi có các tệp và cài đặt của riêng bạn. Mỗi người truy cập tài khoản người dùng của mình bằng tên người dùng và mật khẩu.
Có ba loại tài khoản. Mỗi loại cung cấp cho người dùng một mức độ kiểm soát khác nhau đối với máy tính:
- Tài khoản tiêu chuẩn dành cho máy tính hàng ngày.
- Tài khoản quản trị viên cung cấp nhiều quyền kiểm soát nhất đối với máy tính và chỉ nên được sử dụng khi cần thiết.
- Tài khoản khách chủ yếu dành cho những người cần sử dụng máy tính tạm thời.